# Central Pacolet
Central Pacolet és una població dels Estats Units a l'estat de Carolina del Sud. Segons el cens del 2000 tenia 267 habitants.

## Demografia
Segons el cens del 2000, Central Pacolet tenia 267 habitants, 125 habitatges i 70 famílies. La densitat de població era de 429,5 habitants/km².
Dels 125 habitatges en un 19,2% hi vivien nens de menys de 18 anys, en un 44% hi vivien parelles casades, en un 8,8% dones solteres, i en un 43,2% no eren unitats familiars. En el 41,6% dels habitatges hi vivien persones soles el 21,6% de les quals corresponia a persones de 65 anys o més que vivien soles. El nombre mitjà de persones vivint en cada habitatge era de 2,14 i el nombre mitjà de persones que vivien en cada família era de 2,94.
Per edats la població es repartia de la següent manera: un 21,3% tenia menys de 18 anys, un 6,7% entre 18 i 24, un 24,3% entre 25 i 44, un 25,5% de 45 a 60 i un 22,1% 65 anys o més.
L'edat mediana era de 42 anys. Per cada 100 dones de 18 o més anys hi havia 100 homes.
La renda mediana per habitatge era de 25.625 $ i la renda mediana per família de 36.125 $. Els homes tenien una renda mediana de 29.167 $ mentre que les dones 20.833 $. La renda per capita de la població era d'11.663 $. Entorn del 14,5% de les famílies i el 17,9% de la població estaven per davall del llindar de pobresa.

## Poblacions més properes
El següent diagrama mostra les poblacions més properes.